# Saint-Aignan, Tarn-et-Garonne
Saint-Aignan är en kommun i departementet Tarn-et-Garonne i regionen Occitanien i södra Frankrike. Kommunen ligger i kantonen Saint-Nicolas-de-la-Grave som tillhör arrondissementet Castelsarrasin. År 2022 hade Saint-Aignan 407 invånare.

## Befolkningsutveckling
Antalet invånare i kommunen Saint-Aignan
| Referens: INSEE |